# Jezersko (Eslováquia)
Jezersko é um município da Eslováquia, situado no distrito de Kežmarok, na região de Prešov. Tem 7,76 km² de área e sua população em 2018 foi estimada em 83 habitantes.

## Demografia
| Ano:        | 1994 | 2004    | 2014   | 2024    |
| ----------- | ---- | ------- | ------ | ------- |
| Broj ljudi: | 102  | 118     | 111    | 74      |
| Razlika:    |      | +15,68% | -5,93% | -33,33% |

| Ano:               | 2023 | 2024   |
| ------------------ | ---- | ------ |
| Número de pessoas: | 73   | 74     |
| Diferença:         |      | +1,36% |